# تاداشي هامادا
تاداشي هامادا هو شخصية تظهر في فيلم استديوهات والت ديزني للرسوم المتحركة الأبطال الستة. الفيلم مستوحى من القصة المصورة. إنه صوت دانييل هيني. بالإضافة، تاداشي ياباني عرقياً.